# Marie Versini
Pour les articles homonymes, voir Versini.
Marie Versini, née le 10 août 1939 dans le 16e arrondissement de Paris (France) et morte le 22 novembre 2021 à Pabu,, est une actrice française.

## Biographie
Elle étudie au lycée Molière (Paris).
En 1956, elle débute au théâtre Antoine dans L'Ombre de Julien Green. Partenaire : Jean-Louis Trintignant. Mise en scène : Jean Meyer.
En 1957, elle est engagée à la Comédie française en tant que pensionnaire. Elle est la plus jeune pensionnaire de tous les temps.
Puis, elle enchaîne les rôles à la Comédie française, jouant Shakespeare, Marivaux, Molière, Racine, Beaumarchais, Labiche, Victor Hugo, etc.
Elle devient actrice au cinéma à partir des années 1960 : c'est son rôle de « Nscho Tschi », la petite sœur de l'Indien Winnetou dans La Révolte des Indiens apaches qui fait d'elle une vedette du cinéma allemand.

## Filmographie

### Cinéma
- 1956 : Mitsou de Jacqueline Audry
- 1958 : Sous la terreur (A Tale of Two Cities) de Ralph Thomas : Marie Gabelle
- 1960 : La Blessure d'Edmond Lévy (court-métrage) : la narratrice
- 1960 : Chien de pique d'Yves Allégret : Zita
- 1960 : Le Séducteur (Il peccato degli anni verdi), de Leopoldo Trieste : Elena Giordani
- 1961 : Paris Blues de Martin Ritt : Nicole
- 1962 : Bataille de polochons (Das schwarz-weiß-rote Himmelbett) de Rolf Thiele : Gertrude Forrestier
- 1963 : The Young Racers de Roger Corman : Sesia Machin
- 1963 : La Révolte des Indiens Apaches (Winnetou 1. Teil) d'Harald Reinl : Nscho-Tschi
- 1964 : Kennwort... Reiher de Rudolf Jugert : Marie
- 1964 : Le Temple de l'éléphant blanc (Sandok, il Maciste della giungla) d'Umberto Lenzi : Princesse Dhara
- 1964 : Au pays des Skipétars (Der Schut) de Robert Siodmak : Tschita
- 1965 : Halløj i himmelsengen (2 × 2 im Himmelbett) d'Erik Balling : Zizi
- 1965 : Mission dangereuse au Kurdistan (Durchs wilde Kurdistan) de Franz Josef Gottlieb : Ingdscha
- 1965 : Vacances avec Piroschka (Ferien mit Piroschka) de Franz Josef Gottlieb : Tery
- 1965 : Au royaume des lions d'argent (Im Reiche des silbernen Löwen) de Franz Josef Gottlieb : Ingdscha
- 1966 : Les 13 Fiancées de Fu Manchu (The Brides of Fu Manchu) de Don Sharp : Marie Lentz
- 1966 : Paris brûle-t-il ? de René Clément : Claire Morandat
- 1966 : Tonnerre sur la frontière (Winnetou und sein Freund Old Firehand) d'Alfred Vohrer : Nscho-Tschi
- 1967 : Sibérie, terre de violence (Liebesnächte in der Taiga) d'Harald Philipp : Ludmilla Barankova

### Télévision
- 1959 : Britannicus : Junie
- 1960 : Un beau dimanche de septembre de Marcel Cravenne : Lia
- 1960 : Grabuge à Chioggia : Orsetta
- 1969 : Le Songe d'une nuit d'été de Jean-Christophe Averty : Hippolyte
- 1972 : La lumière noire, de Claude-André Puget
- 1974 : Arsène Lupin, épisode : Le film révélateur de Fritz Umgelter : Brigitte Barrett
- 1977 : La foire, de Pierre Viallet
- 1978 : Les pieds poussent en novembre, de Pierre Viallet
- 1984 : Die schöne Wilhelmine, de Rolf von Sydow : Mme Girard

## Théâtre
- 1956 : L'Ombre de Julien Green, mise en scène Jean Meyer, théâtre Antoine.
- 1957 : Les Misérables de Paul Achard d'après Victor Hugo, mise en scène Jean Meyer.
- 1958 : Il ne faut jurer de rien d'Alfred de Musset, mise en scène Jean Piat.
- 1964 : Les Femmes savantes de Molière, mise en scène Jean Meyer.